# 大谷町 (徳島市)
大谷町（おおたにちょう）は、徳島県徳島市の町名。勝占地区に属している。郵便番号は〒770-8031。
- 人口：1,484人（2010年7月。徳島市の調査より）
- 世帯数：559世帯（同上）

## 地理
徳島市の中央部に位置。北は八万町、西は上八万町、南は北山町、東は三軒屋町・西須賀町と接する。米・ミカンなどを栽培する農業地域。西部は山地で、その斜面を利用して柑橘類の栽培を、東部は平地が広がり米作をしている。
東端を国鉄牟岐線・徳島県道136号宮倉徳島線がかすめる。中央を徳島県道209号八多法花線が南北に通り、渋野行きの徳島市営バスが運行されている。紅葉山には、安永2年から天明8年までの16年間、10代藩主・蜂須賀重喜が豪華な大谷別邸を建て過ごしたと伝えるが現存しない。

### 河川
- 新川

### 小字
| - 壱里松 - 梅ノ井 - 大縄手 - 大開 | - 上地 - 九日田 - 猿楽 - 新堤 | - 谷端 - 長開 - 野見松 - 琵琶首 | - 南谷 - 南ノ前 - 紅葉山 - 柳ノ窪 |  |

## 歴史
元は徳島市大谷の一部で昭和27年から現在の町名となる。米・ミカンの農作物で、特に第二次世界大戦後はミカンが増産されたが、生産過剰による価格低下を起こしている。

## 交通

### 道路
都道府県道
- 徳島県道136号宮倉徳島線
- 徳島県道209号八多法花線

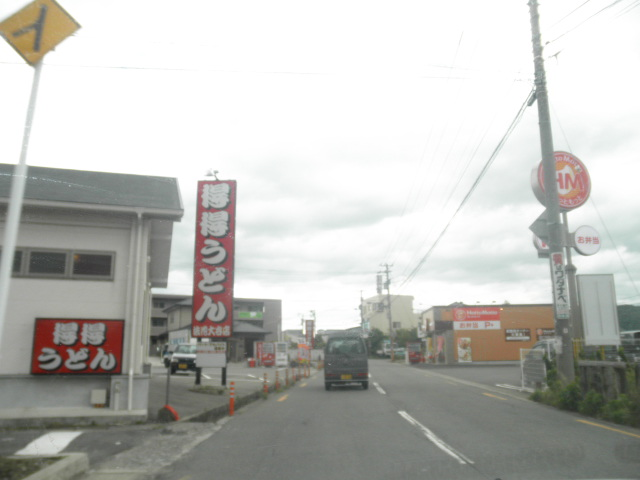
県道136号宮倉徳島線 (新堤)

### 路線バス
徳島バス
- 新堤